# Famille Lanfranchi
La famille Lanfranchi est une famille subsistante de la noblesse corse, ancienne famille de Sgiò de Corse du Sud établie dans l’Alta Rocca et la Rocca, principalement à Lévie, Aullène et Viggianello. 

## Histoire
La tradition fait descendre les Lanfranchi corses fixés à Lévie, Viggianello et Aullène / Monacia-d’Aullène des Lanfranchi de Pise,,,,,, dont ils portent les armes. La république de Pise conquiert la Corse en 1051 et le pape Urbain II lui reconnaît la suzeraineté sur l’île en 1092. Le 21 mars 1198, Innocent III confirme au cardinal Ubaldo Lanfranchi sa primauté sur le diocèse corse traditionnellement liée à son siège depuis l'époque du pape Urbain II. Cette domination pendant laquelle Pise développe la religion chrétienne sur l'île connaît une période de tranquillité avant que la gouvernance effective revienne aux seigneurs féodaux corses dont Giudice di Cinarca.
En 1284, la république de Gênes écrase celle de Pise à la bataille de la Meloria. Dès son implantation, elle est impopulaire, les Corses lui mènent une rébellion quasi-permanente. Giovanni della Grossa, dans sa Chronique médiévale de la Corse considérée par Antoine Casanova comme « la plus ancienne des histoires de l'île », relate ces luttes des seigneurs féodaux contre la république de Gênes et cite à plusieurs reprises Lanfranco et sa famille: "La guerre sévissait et il rendit son château à Lanfranco et ses frères qui en étaient les seigneurs naturels" . À l'instar de nombreuses familles corses, les Lanfranchi adoptent une attitude ambivalente avec les génois. Parfois, ils collaborent comme le Capitano Lanfranco delle Vie, fils de Susino delle Vie, qui bénéficie d'une reconnaissance de noblesse le 25/05/1592,,. Son fils Orazio, ancêtre de la branche corse des Lanfranchi, noble six, qui épouse Giacominetta, fille du Seigneur de Bozzi, obtient en 1585 confirmation de la benemerenza, familiale pour lui et ses fils,: Lanfranco, Cesare, Troiano, Giovan Loviso, Simon Francesco et Aurelio; d’autres fois, à l'instar d’autres seigneurs et du peuple qui se révoltent, les Lanfranchi entrent en conflit avec Gênes. Orazio, en sa qualité d’orateur de l’Au delà des Monts, interpelle en 1590 le Sénat de Gênes contre le tarif des remboursements des dettes contractées par les agriculteurs fixé par le commissaire d'Ajaccio; en 1633, Simon Francesco Lanfranchi veut repeupler et exploiter la région de Valle di Prunu près de Porto Vecchio, Gênes lui refuse la concession du lieu.
Les Lanfranchi établis sur l’Alta Rocca et la Rocca sont issus de la même souche (Lévie),. Ce sont les Lanfranchi "rucchisgiani" et "benemeriti". Certains, en raison de mariages quittent Lévie pour Aullène entre la fin du XVIIe et le début du XVIIIe siècle, puis, entre le milieu du XVIIIe et la fin du XIXe siècle quittent Aullène pour s’installer à Viggianello ou Monacia d’Aullène, entre autres une partie des descendants de Camillo, Gio Tommaso et Antonio Francesco.  Leur position dominante au XVIe siècle en Corse du Sud, Terra dei Signori, laisse présumer qu’ils se rattachent à la Maison de la Rocca, famille aux nombreuses ramifications, dont Istria, puis Colonna d’Istria ou Galloni d’Istria. Leurs liens avec Gênes et cette proximité avec la Maison de la Rocca est parfois délicate. Afin de mettre un terme à l’excès de puissance de Rinuccio della Rocca au début du XVIe siècle, Gênes scinde le pouvoir et s'appuie sur quatre "principali", choisis en raison de la notabilité des familles, dont un Lanfranchi:
- à Serra, Giovan Paolo, ancêtre des familles Pandolfi, Rocca Serra, Susini et Vincentelli;
- à Zonza, Prosperin, ancêtre de la famille Giudicelli;
- à Quenza, Giacomo, ancêtre de la famille Ettori;
- à Levie, Orazio[12], ancêtre de la famille Lanfranchi, obtient le quitus du Sénat de Gênes le 12.9.1592 pour son action d'orateur de l’Au-Delà-des-Monts[18],[g].

Depuis sa naissance, le patronyme n'a presque pas changé. Une partie seulement des Lanfranchi de Lévie, les descendants de Simon Francesco, à l'instar de certains Peretti ou Roccaserra, font précéder leur nom d'une particule, sans doute pour se conformer aux usages français de la noblesse à la suite de l'annexion de la Corse par la France. D’autres ne changent rien à leur nom comme la plupart des Lanfranchi, certains Peretti, les Abattucci, Durazzo, Pietri, Carabelli ou Pianelli. Outre l’ajout d’une particule, certaines familles dès 1770 font des demandes et obtiennent des reconnaissances de noblesse du Conseil supérieur (Peretti, Pietri, Durazzo, Roccaserra, Carabelli, Ortoli, Pianelli), d'autres, "toutes aussi titrées que les précédentes comme les Lanfranchi, Pandolfi, Giudicelli (…) négligent de postuler et semblent avoir fait un faux calcul, persuadées que, comme les fois précédentes, le roi de France, après avoir pacifié la Corse, la restituera à Gênes.  Ceux qui ne le font pas, «s'accrochant à leurs titres traditionnels», se souvenaient que les Génois avaient vu d'un mauvais œil la tentative de Cursay en 1750 de constituer dans l'île une noblesse sous les auspices de la France”. En 1739, un groupe s'intitulant antichi privilegiati dénoncent à la Caméra les prétentions de certains imposteurs qui, avec la complicité du lieutenant de Sartène, tentent de se faire reconnaître comme nobles. L'adresse est signée par Rocco Peretti et Giovan Battista Lanfranchi. L'absence des Rocca Serra, Durazzo et Ortoli, pourtant leurs parents, parmi les signataires laisse deviner les contours de deux partis qui s'affrontent, l'un plus attaché à Gênes, l'autre plus ouvert à la France. Il est étonnant que les Lanfranchi n'aient pas fait cette demande, car ils avaient été une des quatre familles à effectuer une telle demande auprès de l'Office de Saint-Georges de Gênes.

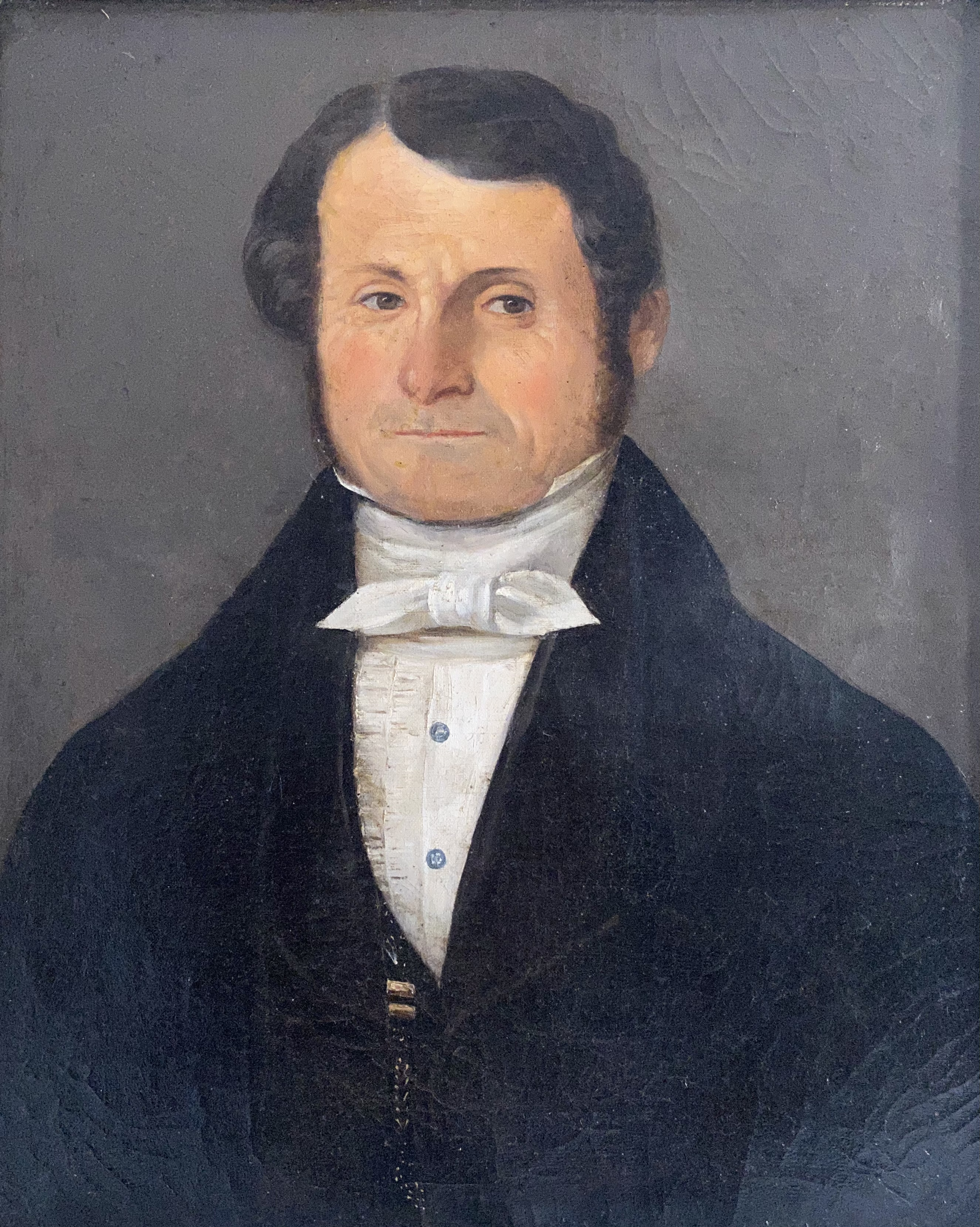
Lanfranco Lanfranchi d’Aullène, marié en 1821 avec Maria Nicoletta Carabelli de Fozzano.

Outre la présomption de rattachement à la Maison de la Rocca relevée dans l’ouvrage consacré aux seigneurs de la Rocca, les Lanfranchi se sont beaucoup alliés aux familles de ce lignage, en particulier avec les Peretti della Rocca, descendants de la branche de Polo,,,, puis de Pierre. Il faut relever que ces familles de gentilshommes, même si elles s'alliaient, restaient toutefois en compétition entre elles, comme le prouve la bataille de Bavedda en 1615 qui opposa les Lanfranchi aux Peretti. Malgré cette compétition, les alliances avec les Peretti ont été très nombreuses au cours des siècles, entre autres: Maria Catarina Peretti (1628) épouse Giovan Horatio Lanfranchi, Sacra Maria Peretti (1652) épouse à Lévie Lanfranco Lanfranchi, Cesare Antonio Lanfranchi épouse en 1735 à Lévie  Maria Brigida Peretti, Octavia Marie de Peretti (1738) épouse à Aullène Camillo Lanfranchi, Marc-Aurèle Lanfranchi épouse à Lévie en 1810 Ange-Françoise de Peretti; Marie Roselinde Lanfranchi épouse à Lévie en 1855 Don Gio Battista de Peretti; Marie Lanfranchi épouse à Aullène en 1919 Jean-Baptiste de Peretti; Marc Lanfranchi de Viggianello épouse en 1898 à Lévie Benoîte de Peretti della Rocca, nièce de Monseigneur Léonard Cassien de Peretti della Rocca, évêque d'Ajaccio; Antoinette Lanfranchi de Viggianello, épouse à Lévie Padoue de Peretti della Rocca,, frère de Benoîte, à la suite du décès de son époux, elle quitte Lévie et revient vivre à Viggianello. Marie-Antoinette, une des filles de Lanfranco A. Lanfranchi d'Aullène, chevalier de l’ordre du Mérite agricole, épouse Henri de Peretti della Rocca. Les alliances des Lanfranchi, à l’instar des autres familles notables, se font entre Sgiò, la sœur de Marc et Antoinette, Palma Lanfranchi, épouse Matteu Giustiniani d’Arbellara dont une des filles, Barberine, épouse Quilicus Pianelli, d’Olmeto, fils de Jean-Baptiste Pianelli. En 1905, Caroline Lanfranchi, l'autre fille de Lanfranco Lanfranchi, épouse Michel Antoine Colonna d'Istria de Petreto Bicchisano. Un de leurs fils, Paul Colonna d'Istria, se marie en 1957 avec Teresa de Lanfranchi de Lévie; leur autre fils, Antoine, dit Toto, reste très lié à son retour des colonies aux Lanfranchi de Viggianello. Quant aux deux filles de Pompée Lanfranchi, né en 1880 à Aullène, Andrée Lanfranchi épouse Camille Colonna d'Istria et Simone Lanfranchi, se marie avec André Lorenzi de Bradi, fils de Michel Lorenzi de Bradi, poète et écrivain, et de Marie-Lucchinette Durazzo, fille de Don Jacques Durazzo, et de Marie-Antoinette Durazzo, petit-fils de Rosalinde de Rocca Serra. On peut entre autres relever, Maria Caterina Lanfranchi qui épouse en 1851 Giacomo Lorenzo Pietri de Sartène ou Marie Lanfranchi de Viggianello, fille d'Antoine Godefroy Lanfranchi et d'Hortense, née Lanfranchi, qui se marie avec Vincent Zevaco,, fils du président du Tribunal d’Ajaccio, dont la mère est également une Pietri de Sartène. Enfin, Lanfranco Lanfranchi, né en 1770 à Aullène, fils de Gio Tomaso Lanfranchi et de Maria Felice Maddalena Durazzo, épouse en 1821 Maria Nicoletta Carabelli, née à Fozzano en 1792, une partie de la descendance de leur fils Bernardino Lanfranchi, prénommé ainsi en l’honneur de son grand-père le Capitaine Bernardino Carabelli qui avait épousé en premières noces une Galloni d’Istria d’Olmeto puis, au décès de cette dernière, une Pietri de Sartène, créera une des branches des Lanfranchi à Viggianello. On peut encore et entre autres citer Angela Caterina Lanfranchi qui épouse Sebastiano Colonna de Cesari Rocca né en 1688 à Quenza ou un autre Lanfranco Lanfranchi né en 1790 à Aullène et décédé en 1817 à Viggianello qui épouse Angélique Marie Benetti de Viggianello dont le père Giovan Battista Lanfranchi né en 1748 à Aullène, Podestat d’Aullène, et décédé en 1818 à Viggianello, avait également épousé en 1774 Maria Innocenza Benetti de Viggianello ou Antoine Lanfranchi né en 1825 à Viggianello qui épouse Marie-Françoise Rotily Forcioli d’Arbellara ou encore Ange François Lanfranchi né en 1890 à Viggianello dont la mère est une Benetti, la grand-mère une Colonna d’Istria de Sollacaro et qui épouse Marie-Anne d’Ortoli.

Ces alliances se tissent principalement sur le Sartenais, l’Alta Rocca et la Rocca. Les familles de propriétaires sont très imbriquées les unes aux autres et les mariages au sein d'une famille sont fréquents. À chaque génération, des Lanfranchi de Lévie, Aullène, Monacia d'Aullène et Viggianello épousent d'autres Lanfranchi,,, cela permet de conserver le patrimoine et évite les mésalliances : Giovanni Battista Lanfranchi épouse à la fin du XVIIe Eugenia Lanfranchi, Marie Diana Lanfranchi, née en 1775, épouse Antoine Marie Lanfranchi; Giovan Angelo Lanfranchi, né en 1788, épouse Maria Colomba Lanfranchi; Marie Honorée Lanfranchi épouse Paul François Lanfranchi au début du XIXe; plus tard, Hortense Lanfranchi épouse Antoine Godefroy Lanfranchi, frère de Marc, Antoinette et Palma, leur fille  Marie Théodorine Jacquemine Lanfranchi, épouse Jean Lanfranchi, né à Aullène en 1897 et décédé à Viggianello en 1976. On peut observer cette pratique dans les arbres généalogiques des familles alliées : Durazzo, Colonna d’Istria, Carabelli, de Peretti della Rocca, Chiaroni, Pianelli, Benetti, Pietri ou de Roccaserra. Robert Colonna d'Istria affirme même que l'on observe en Corse au XVIIIe et encore au XIXe siècle une « pratique généralisée de l'endogamie », outre la conservation des patrimoines, il y voit aussi une question d'honneur, l'honneur courant moins de risques en choisissant des épouses au sein d'une même famille.

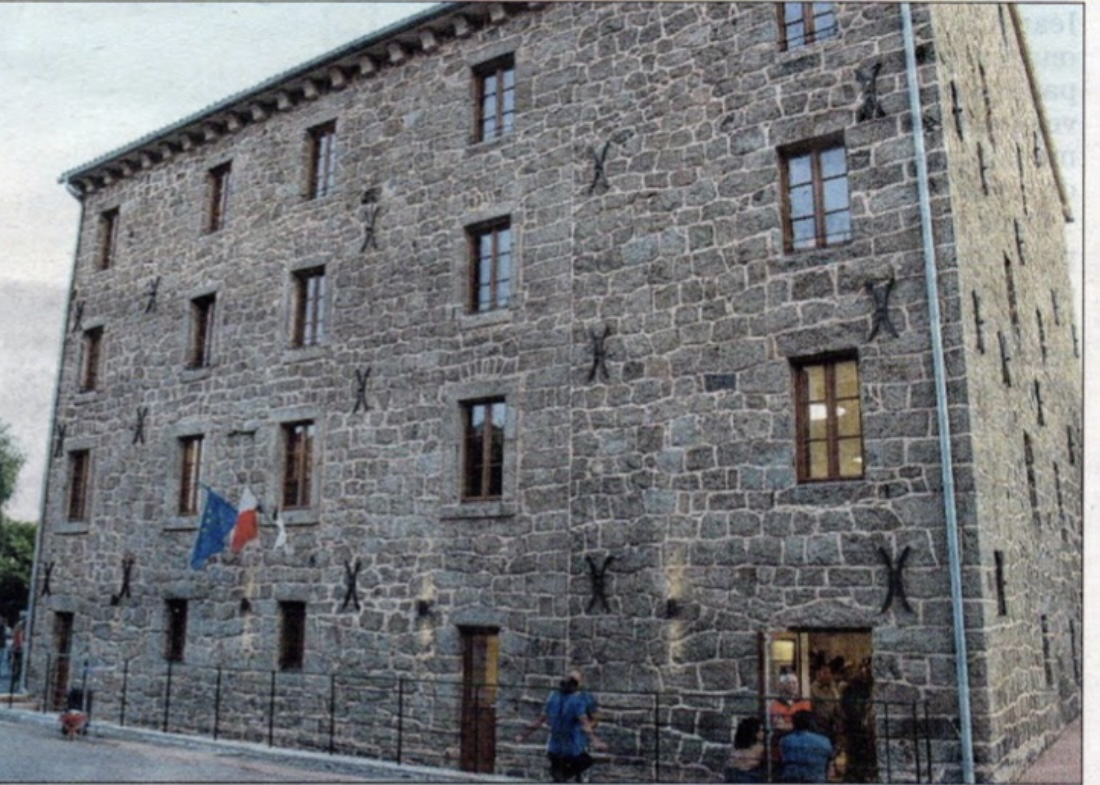
Ancienne demeure des Lanfranchi devenue mairie de Monacia-d'Aullène, inaugurée par Camille de Rocca Serra en 2018

Ne pas se plier à ces habitudes d'alliance pouvaient entraîner une mise à l'écart de la famille qui ne recevait pas l’époux ou l’épouse n’appartenant pas au sérail des familles de propriétaires. Cette pratique perdure jusqu’à la Seconde Guerre mondiale mais tend à disparaître dans la seconde moitié du XXe siècle. Il en résulte que les patrimoines diminuent, que les terres ne suffisent plus à faire vivre la plupart des Sgiò qui doivent se mettre à travailler. À cela se rajoutent les indivisions, comme la succession de l’ancienne demeure Lanfranchi de Monacia d’Aullène, surnommée la Caserne à cause de ses 4 étages d'environ 500 m2 chacun, les Lanfranchi de Viggianello et d'Aullène, héritiers de feu Étienne Lanfranchi, fils de Don Lanfranco Lanfranchi, petit-fils de Jean Ange Lanfranchi et Marie Colombe, née Lanfranchi, furent contactés dès 2006, faute d’intérêt et d'entente de l’hoirie, la mairie put mener à bien une procédure en abandon. La maison est aujourd’hui réaffectée en mairie et en logements sociaux,.
Durant la Seconde Guerre mondiale, la famille Lanfranchi s'est particulièrement illustrée dans la Résistance et la libération de la Corse, César Lanfranchi prend le commandement de cinq groupes du Front National et libère Quenza puis d'autres villages.
La disparition progressive depuis les années 1960 de la notion de « clan »,, les partages des grandes fratries, les indivisions, la vente des terres, le changement de la société rurale corse et le tourisme ont profondément modifié la vie des familles de propriétaires. Les Lanfranchi au XXIe siècle travaillent en Corse, sur le continent ou à l’étranger et y occupent des positions allant des plus humbles aux plus prestigieuses dans la recherche universitaire, les arts, le sport, la médecine, l'enseignement, l'entreprenariat, les carrières militaires, juridiques ou politiques.

## Armoiries

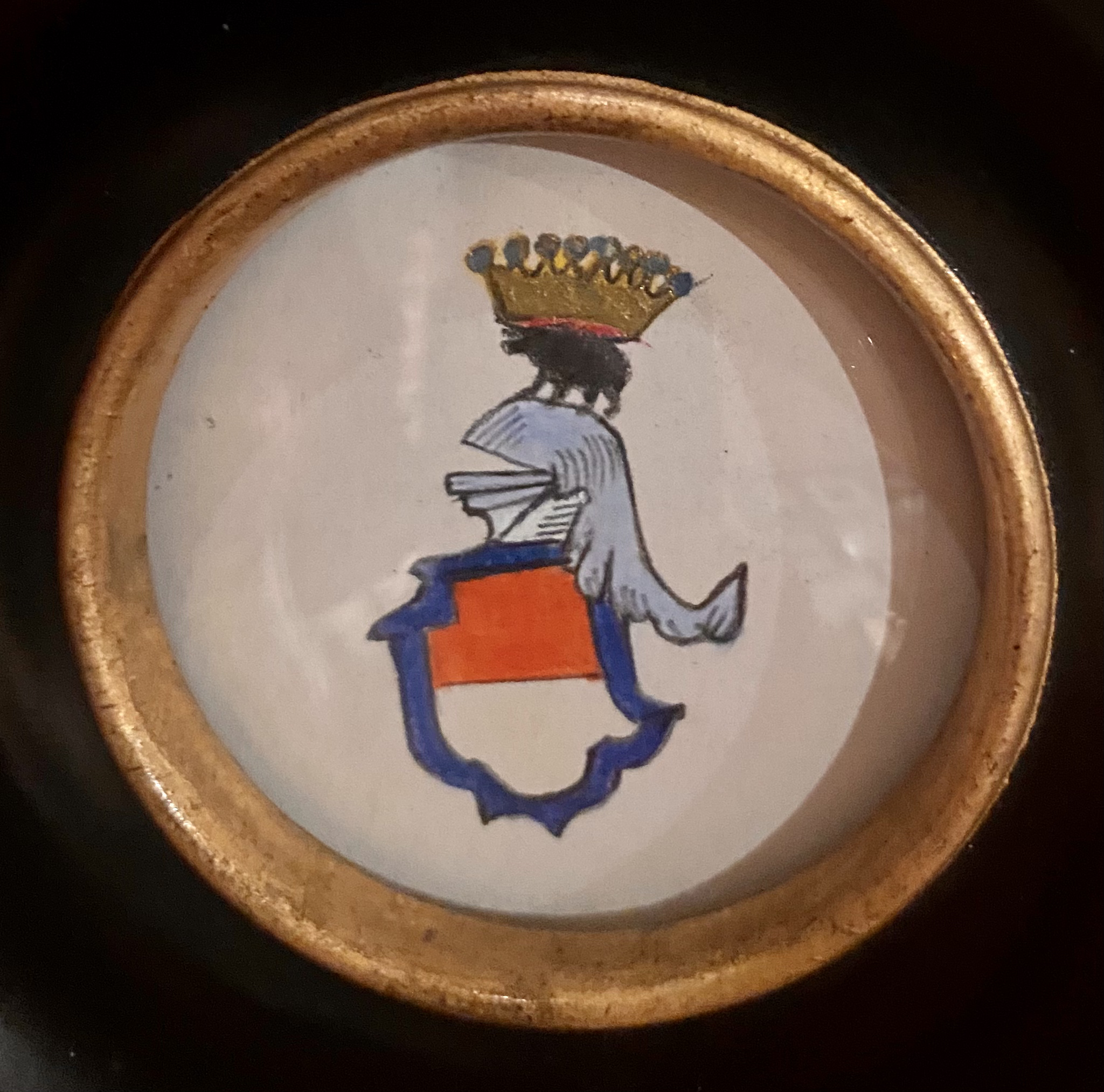
Armoiries avec heaume cimé d'un sanglier corse portant une couronne comtale.

Coupé de gueules et d’argent (Parti d’argent et de gueules) ,,,.
Blason surmonté d'un heaume et/ou d'une couronne comtale en référence au lignage présumé avec la Maison des Comtes et Seigneurs feudataires de La Rocca.

## Personnalités
- Ubaldo Lanfranchi, cardinal, archevêque de Pise en 1176 ; selon la tradition, les Lanfranchi corses descendent de la noble famille Lanfranchi de Pise[3],[1]. En 1198, le Pape Urbain III confirme à Ubaldo Lanfranchi sa primauté sur les diocèses corse et sarde.
- Orazio Lanfranchi, de Lévie, Benemeriti, Principali corse pour la république de Gênes, noble VI[i], orateur de l’Au-Delà-Des-Monts, 1592[4],[12], ancêtre de la branche corse des Lanfranchi rucchisgiani (Lévie, Aullène et Viggianello), chef militaire de Lévie, il dirige des troupes en 1588 contre le débarquement des turcs. Il est chargé de la construction des tours d'Olmeto et de Figari et de discuter en 1592 avec Gênes de la construction de cinq tours dans la Seigneurie de la Rocca. Il épouse Giacominetta, fille de Cesare, Seigneur de Bozzi avec qui il a six fils et deux filles.
- Abbé Aurelio Lanfranchi, fils d'Orazio, né vers 1590 à Lévie, Benemeriti, petit-fils de Cesare, Seigneur de Bozzi, participe à la Bataille de Bavedda en 1615[46].
- Lanfranco Lanfranchi, né vers 1592 à Lévie[46] , Benemeriti, chevalier, Seigneur, fils d’Orazio, petit-fils du Seigneur Cesare de Bozzi, ancêtre des branches d’Aullène et de Viggianello. Baptisé en 1599 en l’église Saint-Nicolas de Lévie, filleul d’Andrea Monaco[47]
- Simon Francesco Lanfranchi de Lévie, né vers 1597 à Lévie, chevalier du Saint-Sépulcre, obtention du brevet à Jérusalem en 1630[4],[1],[11], Benemeriti, fils d'Orazio, petit-fils de Cesare, Seigneur de Bozzi, marié avec Constanza Musso, leur descendance reste établie à Lévie.
- Trojano Lanfranchi, fils d'Orazio, né vers 1599 à  Lévie, petit-fils de Cesare, Seigneur de Bozzi, capitaine de Lévie, chargé de lutter contre le banditisme avec doit de "persécuter les bandits et les faire tuer et d'une manière ou d'une autre les faire parvenir en mains de la justice, avec droit de faire appel à la population de Lévie, mais aussi aux autres capitaines, podestats et populations de tous les autres lieux de la juridiction de Sartène", notaire de Mela, benemeriti, franc de taglie[48]. Sa descendance reste à Lévie.
- Don Paolo Maria Lanfranchi, prêtre, né à Aullène en 1731, frère de Gio Tomaso Lanfranchi dont le fils Lanfranco Lanfranchi épouse  le 28 mai 1821 à Aullène Maria Nicoletta Carabelli née en 1792 à Fozzano. Leur descendance se partage entre Aullène et Viggianello avec des descendants de Bernardino qui créent ainsi une des branches des Lanfranchi de Viggianello.
- Abbé Giuseppe Maria Lanfranchi, né à Aullène vers 1739 et décédé à Viggianello en 1806, curé de Viggianello. Il est le fils de Marco Maria Lanfranchi, propriétaire à Aullène et frère de Gio Battista Lanfranchi, propriétaire et Podestat d’Aullène.
- Marc-Aurèle Lanfranchi né en 1780, propriétaire à Lévie, époux d’Ange-Françoise de Peretti[25].
- Abbé Jacques François Lanfranchi, né en 1796 à Aullène, fils de Marc Marie Lanfranchi et de Marie Diane, née Lanfranchi.
- Abbé Nicolino Lanfranchi, Aullène, curé de Pantano, aumônier de la Marine française de l'Hémisphère Sud, une avenue du XIe arrondissement de Marseille porte son nom[49].

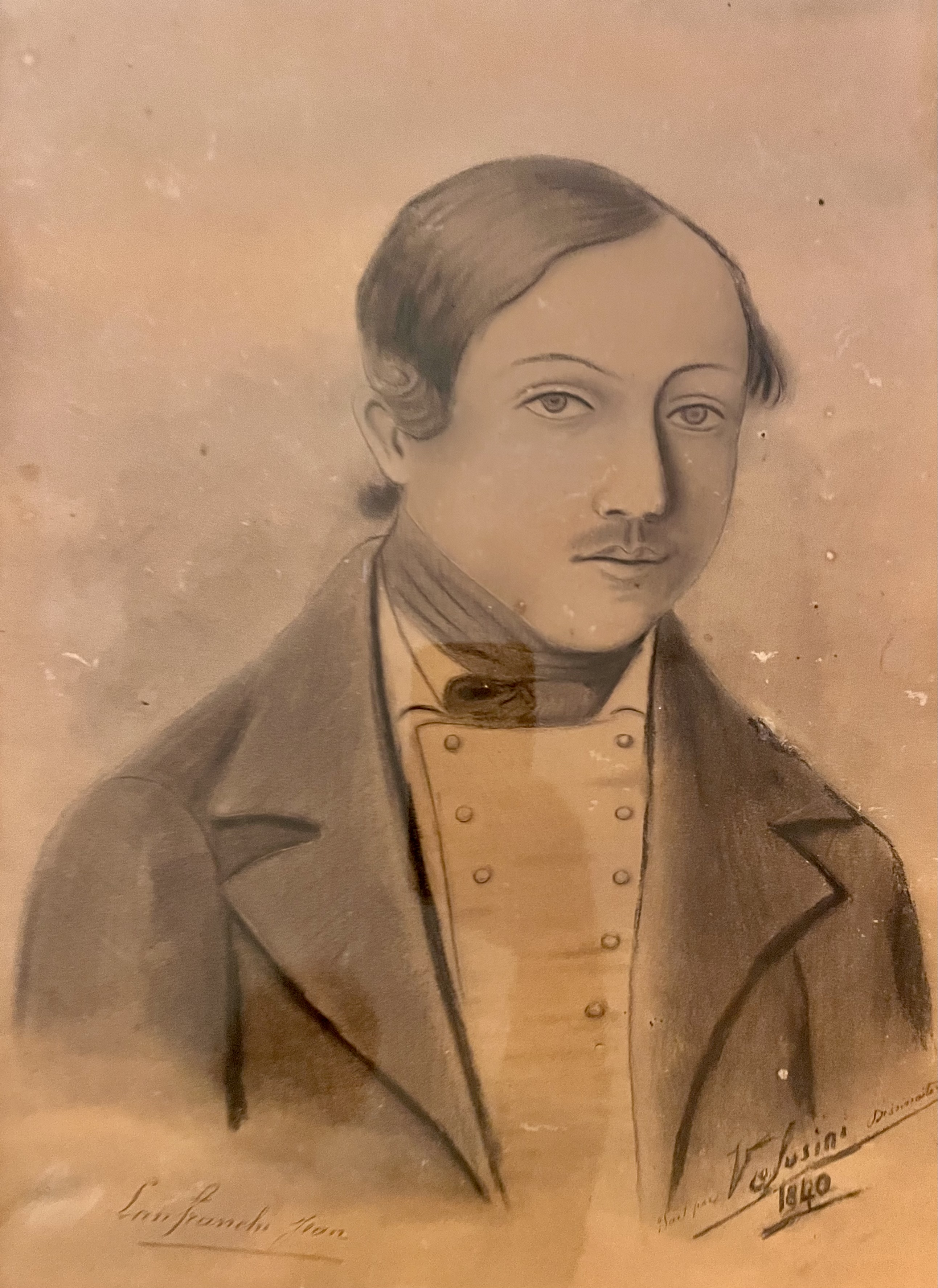
Jean Lanfranchi, dessin de Susini

- A. Simon Lanfranchi, (1865-1945), Aullène, fils de Lanfranco A. Lanfranchi et petit-fils de Simon, diplomate, chevalier de la Légion d'honneur(c)[50].
- Jean Lanfranchi, dessin de SusiniJean Lanfranchi, d'Aullène, fils de Lanfranco Lanfranchi et Maria Nicoletta Carabelli de Fozzano et frère de Bernardino, légende familiale, il aurait "tué sept personnes pour la queue d'un chien", tous parents d'un homme qui aurait coupé la queue de son chien au retour d'une chasse[51],[52],[j]. A été impliqué dans la Vendetta Lanfranchi/ Chiaroni contre Vesperini.
- Jean Lanfranchi, né à Aullène en 1897 et mort à Viggianello en 1976, propriétaire, croix de guerre, médaille militaire, maire de Viggianello de 1948 à 1976, époux de Marie Théodorine Jacquemine, née Lanfranchi, diplômée de l'École normale supérieure[12].
- Bigarne, Jacques, Pierre Lanfranchi (1893-1918), militaire dans la marine, né à Viggianello et mort à Patras, son nom figure sur les monuments aux morts de Viggianello, Aullène et Monacia d'Aullène[53],[54]
- Jean Lanfranchi, footballeur, sélectionné en équipe de France en 1948 et pour les Jeux olympiques de Londres.
- Marcel Lanfranchi, footballeur, sélectionné en équipe de France en 1948 et pour les Jeux olympiques de Londres.
- François de Lanfranchi (1926- 2024) archéologue, spécialiste de la préhistoire, docteur en histoire et civilisations, chercheur à l'Institut corse d'études préhistoriques, fondateur du Musée de Lévie, contribution majeure à la découverte du site de Cucuruzzu[12],[55].
- Horace Lanfranchi, homme politique, président du conseil général du Var, chevalier dans l'ordre national du Mérite, se prénomme Horace en hommage à Orazio, ancêtre de la famille[12].
- Christine Lanfranchi, sénatrice du Var de 2017 à 2020, maire de Saint-Maximin en 2014, femme politique.
- Ceccè Lanfranchi, (Francescu Maria), né à Lévie en 1965, professeur de corse, parolier, chanteur, poète, ex membre du groupe Canta u Populu Corsu, membre du Chœur de Sartène, cofondateur du groupe Novi, collabore à la revue littéraire A Pian' d'Avretu, auteur de A via d'ochji (2001)[12].
- Jean-Claude Lanfranchi, Aullène, (1941-2018), journaliste, correspondant de RTL en Corse, correspondant de L'Aurore et de France-Soir, ancien du 11e bataillon de choc[12], frère de Marie-Christine Lanfranchi et Marie-France de Peretti. En 1976, il fait partie des trois journalistes invités à la première conférence de presse clandestine du FLNC à Capu di Fenu[56].
- René, Ange, Xavier Lanfranchi (1924- 2016), fils de Pierre Lanfranchi et de Marie-Dominique, née Subrini, de Levie, Officier de Cavalerie, ancien Résistant ("René Tomasini" au sein du réseau "Kodak" des Mouvements unis de Résistance à Marseille). Colonel de l'Arme blindée Cavalerie ayant notamment servi au 1er Régiment étranger de Cavalerie. Officier de la Légion d'honneur et de l'ordre national du Mérite, Croix de la Valeur militaire, croix de guerre TOE (Indochine, AFN / dix citations au combat) et de la Vaillance vietnamienne, médailles des Blessés, commémoratives 1939-45, Extrême-Orient, AFN.
- Pierre, Jacques Lanfranchi (1953), journaliste, correspondant, grand reporter et rédacteur en chef à l'Agence France-Presse. Fils du colonel René Lanfranchi.
- Alexandre de Lanfranchi[57] (1950), maire de Levie depuis 2021[12].

## Alliances

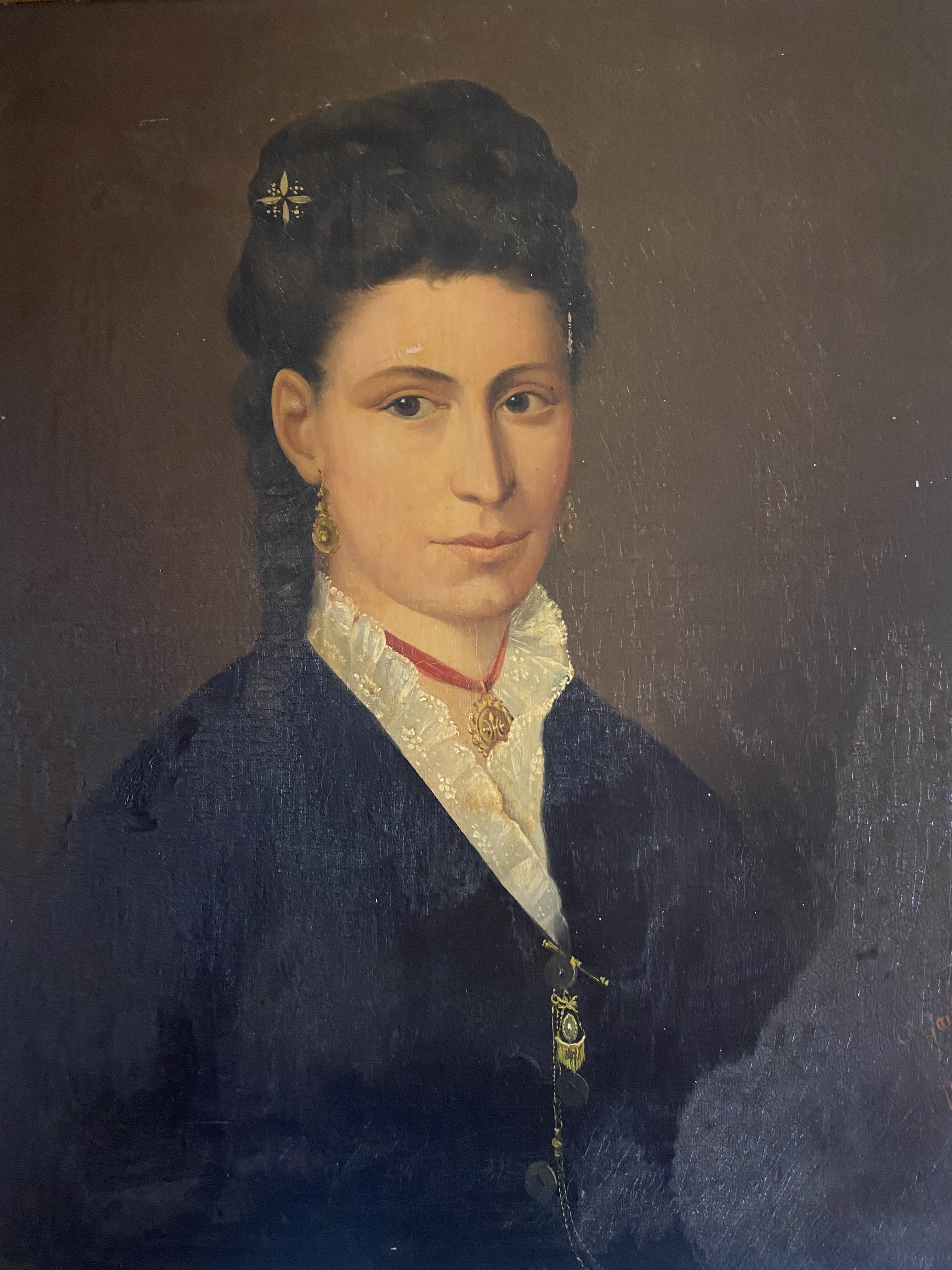
Maria Nicoletta Pietri, née Lanfranchi, mère de Camille Pietri lié à la Princesse Marie Bonaparte et parrain d'Yvonne, Marie, Diane Lanfranchi Fuchs de Viggianello.

de Peretti della Rocca (Lévie), Colonna d’Istria (Petreto Bicchisano et Sollacaro), Pietri (Sartène et Quenza), Chiaroni (Aullène), Carabelli (Fozzano), Lorenzi de Bradi, d'Ortoli, Ortoli, Giustiniani (Arbellara), Durazzo (Fozzano), Zevaco, Pianelli (Olmeto), Istria, de Rocca Serra, Rocca, Alfonsi, Costantini, Nicolaï, Sampieri, Poli, Galloni d’Istria (Olmeto), Benetti (Viggianello), Balisoni, Colonna de Cesari Rocca (Quenza), Sinoncelli (Aullène), Bernardini, Lucchini (Aullène), Susini (Sartène), Tomasini (Aullène), Desanti, Notari, Nobili, Santoni, Bruni, Leccia (Zicavo), Giudicelli, Bianchi, Paoli, Da Passano, Fuchs, Despagne, Brini, Serra, Rotily-Forcioli (Arbellara), Ettori (Quenza et Lévie).